# Chiapa de Corzo
Chiapa de Corzo ist eine Stadt mit etwa 45.000 Einwohnern und der Hauptort des Municipio Chiapa de Corzo mit etwa 90.000 Einwohnern im mexikanischen Bundesstaat Chiapas; auch die Ruinenstätte eines nahegelegenen präspanischen Kultzentrums trägt diesen Namen. Seit dem Jahr 2010 sind die Tänze und die Begleitmusik des seit 1711 nachweisbaren und alljährlich im Januar stattfindenden Festes der Parachicos von der UNESCO als Immaterielles Kulturerbe der Menschheit anerkannt. Seit 2012 gehört der Ort überdies zu den ‚Magischen Orten‘ Mexikos.

## Lage
Chiapa de Corzo liegt in einer Höhe von etwa 420 m ü. d. M. auf dem Ostufer des Río Grijalva unweit des Cañón del Sumidero. Tuxtla Gutiérrez, die Hauptstadt des Bundesstaats Chiapas, befindet sich nur etwa 15 km nordwestlich. Die archäologische Zone liegt etwa 2 km südöstlich der Stadt.

## Bevölkerung und Wirtschaft
Die Einwohner der Stadt sind größtenteils Mestizen und reinrassige  Indios vom Stamm der Zoque; gesprochen werden die regionalen Dialekte, aber auch spanisch. Ein Großteil der indianischen Gemeindebevölkerung arbeitet als Kleinbauern (Selbstversorger) in der Landwirtschaft; in der Stadt dominieren hingegen Handel, Handwerk und kleinere Dienstleistungsbetriebe.

## Geschichte
Man schätzt, dass die Gegend bereits um 1200 v. Chr. von olmekischen oder diesen nahestehenden Gruppen besiedelt war; um 800 v. Chr. lässt sich – durch die Verwendung von Obsidianwerkzeugen und Übereinstimmungen in der Keramik – eine stärkere Beziehung zum olmekischen Kultzentrum von La Venta feststellen. In das Jahr 36 v. Chr. wird das in der archäologischen Stätte gefundene Bruchstück einer Stele mit dem ältesten bislang bekannten Long-Count-Datum Mesoamerikas datiert. Um 700 n. Chr. wurde die alte Kultstätte aufgegeben und es entstand eine neue Siedlung der Chiapa-Indianer an der Stelle der heutigen Stadt.
Dieses wurde im Jahr 1528 von den von Diego de Mazariegos angeführten Spaniern und indianischen Hilfstruppen aus dem Umland, die mit den Chiapas verfeindet waren, nach heftigen Kämpfen erobert und in Villa Real de Chiapa de los Indios umbenannt; die etwa 70 km (Fahrtstrecke) weiter östlich aber gut 1500 m höher gelegene Stadt San Cristóbal de las Casas nannte sich dagegen Villa Real de Chiapa de los Españoles. Von 1552 bis zur Unabhängigkeit Mexikos im Jahr 1821 hieß der Ort Pueblo de la Real Corona de Chiapa de Indios oder einfach nur Chiapa de la Real Corona; im Jahr 1851 erhielt er die Stadtrechte.

## Sehenswürdigkeiten

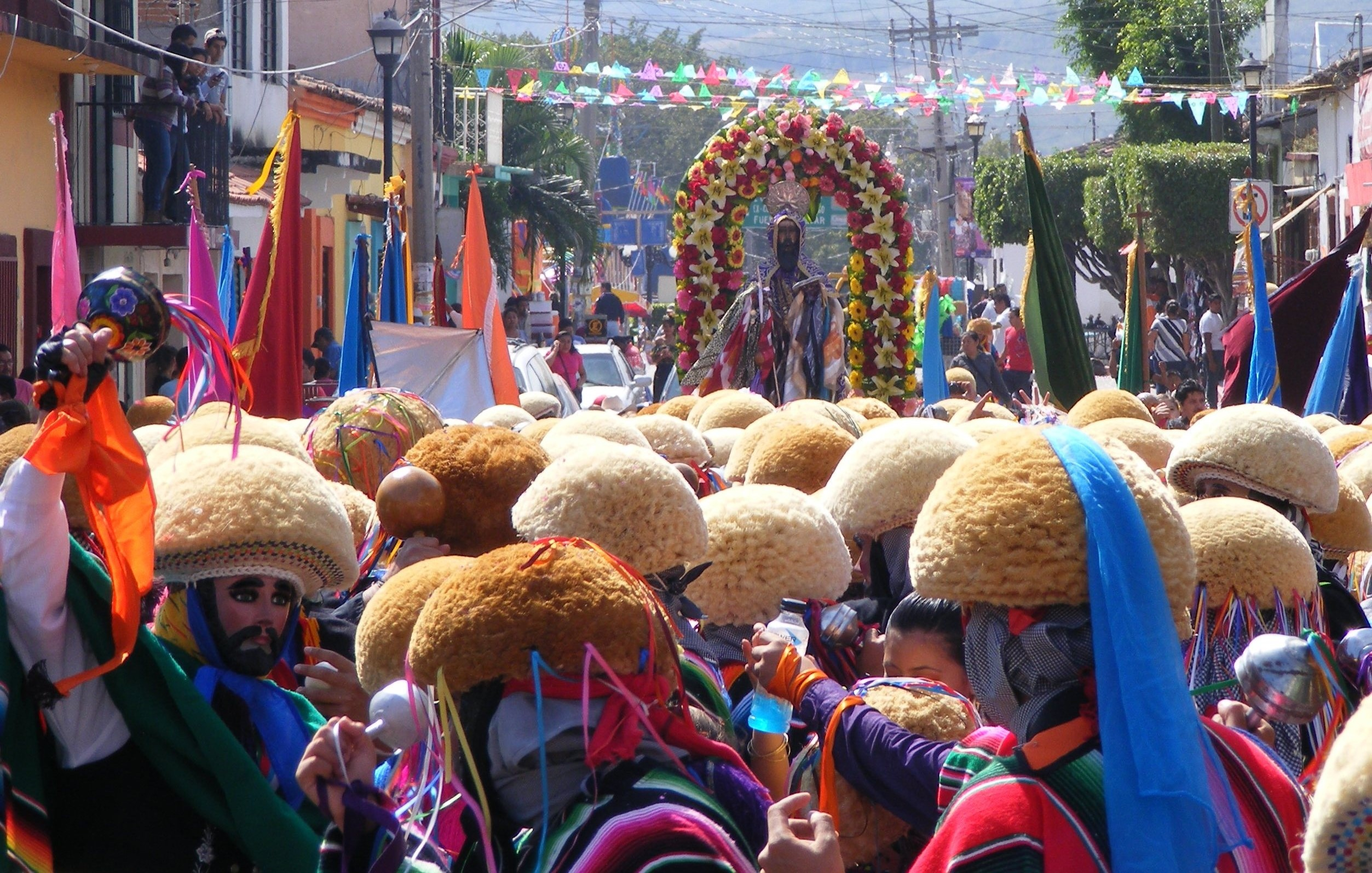
Parachicos am Festtag des hl. Antonius

- Wahrzeichen der Stadt und ein einzigartiges Monument aus der Kolonialzeit ist der im Jahr 1552 aus Ziegelsteinen und mit Anklängen an den Mudejar-Stil Spaniens erbaute La Pila-Brunnen (Durchmesser 52 m, Höhe 12 m). Wegen seiner ungewöhnlichen, an eine Krone erinnernden Form erhielt er auch den volkstümlichen Namen La Corona.
- Die in der zweiten Hälfte des 16. Jahrhunderts erbaute Iglesia Santo Domingo ist die ehemalige Klosterkirche des Dominikanerordens. Ihre Fassade wird von zwei gedrungen wirkenden Türmen mit Kuppelabschluss flankiert. Das dreischiffige Langhaus ist gewölbt; die Vierung wird von einer belichteten Kuppel überspannt.
- Die ehemaligen Klostergebäude rund um den schmucklosen, aber zweigeschossigen Kreuzgang beherbergen ein Museum für kirchliche Kunst, aber auch für Lackarbeiten, die in der Region eine gewisse Tradition haben.
- Im Treppenaufgang des breitgelagerten Rathauses (palacio municipal) finden sich drei politische Wandgemälde (murales) des Malers Carlos Mérida aus den 1920er Jahren.
- Die imposanten Ruinen der aus dem 17. Jahrhundert stammenden Iglesia San Sebastián befinden sich am San Gregorio-Hügel. Ihre breitgelagerte Fassade ist durch zwei vorgestellte Säulen und mehrere Nischen, in denen ehemals Figuren standen, aufgelockert und durch mächtige seitliche Stützpfeiler stabilisiert.
- In der Nähe steht die ebenfalls im 17. Jahrhundert erbaute, aber im 19. Jahrhundert in neugotischem Stil überarbeitete Iglesia San Calvario mit einem ungewöhnlich gestalteten Glockengiebel.

Umgebung

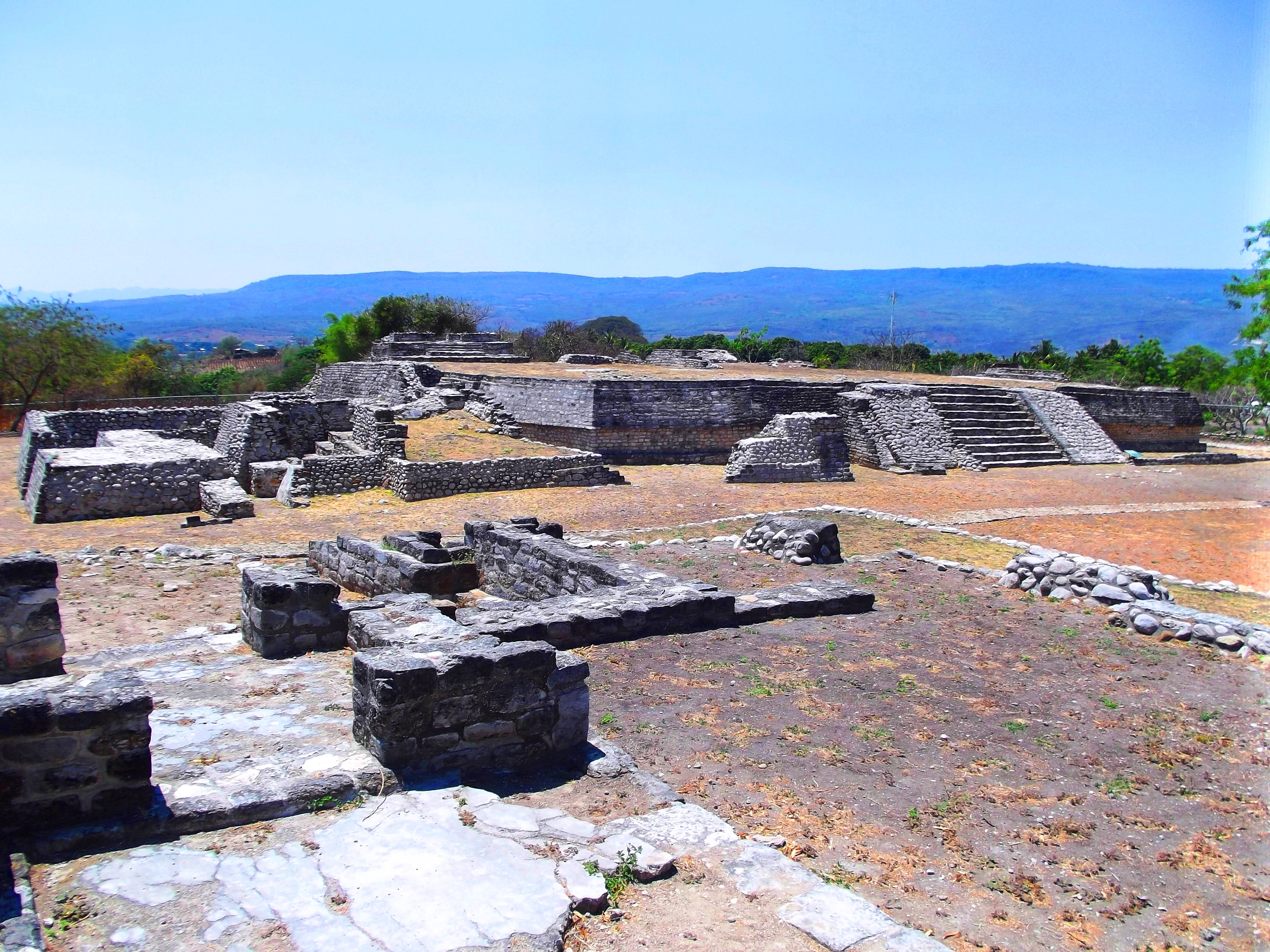
Präspanische Ruinenstätte

- Nördlich der Stadt befindet sich der Parque Nacional del Cañon del Sumidero, dessen mit dem Boot befahrbare Schlucht ein beliebtes Ziel von einheimischen und ausländischen Touristen ist.
- Die von etwa 850 v. Chr. bis etwa 700 n. Chr. besiedelte archäologische Zone von Chiapa de Corzo ist gut 2 km² groß und befindet sich etwa 2 km südöstlich der heutigen Stadt; sie umfasst die Strukturen von etwa 200 Bauwerken. Unterhalb einer Tempelpyramide (Mound 5) fand man im Jahr 2010 das reich mit Beigaben ausgestattete Grab eines Mannes aus der Zeit um 500 bis 700 v. Chr. – es ist der bislang älteste Fund seiner Art in Mesoamerika und wird im Museo Regional de Antropología e Historia in Tuxtla Gutiérrez gezeigt. Das Long-Count-Datum auf dem Bruchstück einer Stele (genauer: einer Wandplatte) konnte – auch wenn es unter den Forschern noch strittig ist – zum bislang ältesten Datum seiner Art (7.16.3.2.13) ergänzt werden; die Umrechnung ergibt den 6. Dezember des Jahres 36 v. Chr.

## Feste
Abgesehen von den üblichen religiösen Festtagen findet alljährlich im Januar die karnevalsähnliche Fiesta Grande statt, bei dem sich viele als sogenannte Parachicos verkleiden und zu den zyklischen Klängen der Musikgruppen in den Straßen tanzen. Obwohl ein anderer Hintergrund besteht, haben die maskentragenden Figuren, ihre Tänze und die Musikbegleitung viele Ähnlichkeiten zu den im Südosten Mexikos und in Guatemala populären Bailes de la Conquista. 